# Microchilus queremalensis
Microchilus queremalensis är en orkidéart som beskrevs av Paul Ormerod. Microchilus queremalensis ingår i släktet Microchilus och familjen orkidéer. Inga underarter finns listade i Catalogue of Life.